# Toneelhuis (Antwerpen)
Toneelhuis is een theatergezelschap in Antwerpen ontstaan in 1998 uit de fusie van de Koninklijke Nederlandse Schouwburg en de Blauwe Maandag Compagnie. Na de definitieve statutenwijziging in 2002 werd dit Toneelhuis s.o.n. (s.o.n. staat voor Stichting van Openbaar Nut). 

## Geschiedenis
Onder leiding van Luk Perceval kreeg het Toneelhuis verschillende nominaties en prijzen. Nadat Perceval in 2005 was aangesteld als huisregisseur van de Schaubühne am Lehniner Platz Berlin, nam Josse De Pauw voor één jaar het artistieke leiderschap waar. Sinds 2006 was Guy Cassiers vijftien jaar lang artistiek leider van Toneelhuis en definieert Toneelhuis zich als "een ensemble van makers".
Cassiers (voormalig artistiek leider van het Ro Theater te Rotterdam) bracht repertoiretheater "met een nieuwe stijl", waarbij de term repertoire breed geïnterpreteerd wordt. Vaak gaat het om bewerkingen van literair materiaal. 
Cassiers nodigde zes makers uit om samen met hem Toneelhuis artistiek in te vullen: theatermakers Lotte van den Berg, Wayn Traub en Benjamin Verdonck, theatercollectief Olympique Dramatique, choreograaf Sidi Larbi Cherkaoui en Peter Missotten/De Filmfabriek.  
Sinds oktober 2021 is Kathleen Treier artistiek directeur. 
Toneelhuis beschouwt Antwerpen als zijn artistieke biotoop. De negentiende-eeuwse Bourlaschouwburg ligt in het centrum van de stad. Naast zijn lokale verankering reist Toneelhuis met het werk van de zeven makers steeds meer buiten de landsgrenzen.

## Leiding
- Luk Perceval, 1998-2005
- Josse De Pauw, 2005-2006
- Guy Cassiers, 2006-2021
- Kathleen Treier, sinds 2021